# 轍産業
轍産業株式会社（わだちさんぎょう、英文名称Wadachi Industry Co.,Ltd.）は、日本の電機会社。ベルトコンベア設計技術に強みを持ち、特に成形・生産ラインの構築を得意とする。

## 沿革
- 1966年5月 - 横浜市中区松影町に轍産業株式会社設立
- 1972年2月 - 横浜市南区若宮町4-52に轍ビル新築、本社移転
- 1972年5月 - 東北地区に福島営業所を開設
- 1972年5月 - 横須賀地区に横須賀出張所を開設
- 1979年8月 - さがみ工業団地（神奈川県綾瀬市）に工場（綾瀬事業所）を新築
- 1999年5月 - 機械式パーキングシステムの製作を目的とし轍精工株式会社を足利市に設立
- 2003年3月 - 各種機械部品の製作と加工組立を目的とし轍宇進精工株式会社（韓国）を合弁設立
- 2007年3月 - 福島営業所を福島市飯坂町の工場を購入し福島営業所移転
- 2007年3月 - 制御システム事業を立ち上げ福島事業所としてスタート
- 2016年5月 - 創立50年